# فحص طبي قبل الزواج
الفحص الطبي قبل الزواج هي مجموعة من التحاليل الطبية الشاملة بغرض معرفة ما إذا كان للأفراد المقبلة على الزواج أمراض مثل أمراض الدم الوراثي والأمراض المعدية. إحصائيًا يصاب واحد من كل 25 طفل إما بمرض وراثي أو عيب خلقي أو تأخر عقلي ناتج عن خلل في الجينات أو بمرض له عوامل وراثية.

## طبيًا
يكشف الفحص الطبي عن وجود أي أمراض وراثية أو معدية، وتختلف الفحوصات باختلاف الجنس وصلة القرابة لدي الزوجين.
الفحص الطبي قبل الزواج لغير الأقارب
- الرجال: تشمل الفحوصات تحديد فصيلة الدم، وعامل البندر، ومستوى الهيموجلوبين، ومستوى السكر بالدم، وفيروس الالتهاب الكبدي الوبائي ب، والإيدز، وتحليل مرض الزهري وتحليل السائل المنوي.
- النساء: يضاف لتحاليل الرجال تحليل فيروس الحصبة الألمانية وهرمونات: الإستروجين والبروجيستيرون

الفحص الطبي قبل الزواج للأقارب
- الرجال: نفس فحوصات في الأقارب بالإضافة إلى الثلاسيميا وفحص الكروموسومات.
- النساء: نفس فحوصات في الأقارب بالإضافة إلى الثلاسيميا وفحص الكروموسومات.

## قانونيًا
- الكويت، تجبر المقبلين على الزواج بإجراء الفحوصات الطبية. وفقًا للقانون رقم 31 لسنة 2008.[3] أنشآت الكويت أربعة مراكز تابعة لوزارة الصحة مخصصة لهذا النوع من الفحوصات.
- الإمارات، تشترط لإجراء عقد الزواج تقديم تقرير من لجنة طبية مختصة يشكلها وزير الصحة طبقًا للقانون 27 لسنة 2005، يفيد خلو الطرفين من الأمراض التي تنتج عن أسباب الجينات الوراثية، أو وأنواع الأمراض المعدية أو العوامل المسببة لأمراض وعلل، ويجوز لأحد الطرفين طلب التفريق بسببها وذلك لمصلحة الأمة.[4]
- الأردن، يوجب القانون الأردني طبقًا للقانون  نظام الفحص الطبي قبل الزواج لسنة 2004، إجراء الفحص الطبي لدى أي من المراكز الطبية المعتمدة. وينص القانون على:[5]

- مصر، تشترط الدولة المصرية إجراء فحوصات طبية لتوثيق عقود الزواج وفقًا للقانون 143 لسنة 1994.[6] هناك شكاوي دائمة من أن الأمر لا يأخذ محمل الجد، وأنها مجرد شهادة ولا تجري فحوصات طبية.[7] كذلك هناك جدل ديني في مصر حول شرعية هذه الفحوصات.[8]
- سوريا، تم إصدار قرار من وزارة الصحة السورية بالتعاون مع نقابة الأطباء بإحداث عيادات الفحص الطبي قبل الزواج والذي تم دعمه من قبل وزارة العدل بتعميمه على قضاة المحاكم الشرعية واعتبار التقرير الصادر عن العيادات وثيقة رسمية من ضمن الوثائق المتعلقة بأوراق إتمام الزواج [9]، ولكن لا يوجد قانون يمنع الزواج في حال ثبت ضرره على أحد الطرفين أو أطفالهما فالمراكز تكتفي بالفحوص والاختبارات والمشورة والنصح بعد الارتباط في حال وجود ضرر.[10]

## التأثير على الصحة العامة
أظهرت العديد من الدراسات أن تطبيق برامج الفحص الطبي قبل الزواج يُساهم بشكل مباشر في تحسين الصحة العامة من خلال تقليل نسبة انتشار الأمراض الوراثية والمعدية في المجتمع. فمثلاً، ساعد برنامج الفحص الإلزامي في السعودية منذ عام 2004 في خفض عدد حالات الزواج غير المتوافق وراثياً بنسبة تصل إلى 60% خلال عقد واحد.
وفي البحرين، سجلت وزارة الصحة انخفاضًا كبيرًا في عدد الأطفال المولودين بمرض الثلاسيميا بعد تطبيق الفحص الإجباري، ما ساهم في تخفيف العبء المالي على القطاع الصحي وتوجيه الموارد نحو الرعاية الوقائية.
وتوصي منظمة الصحة العالمية (WHO) بهذه الفحوصات كوسيلة فعّالة في الوقاية من الأمراض الوراثية، خاصة في الدول ذات معدلات زواج الأقارب المرتفعة، لما لها من أثر طويل الأمد في تقليل حالات الإعاقة الوراثية وتحسين جودة الحياة للسكان.